# Żony piłkarzy
Żony piłkarzy (ang. Footballers' Wives) – brytyjski serial z 2002 roku. Serial opowiada o żonach zawodników drużyny piłkarskiej Earls Park.

## Obsada
- Jessica Brooks  - Frederica 'Freddie' Hauser
- Laila Rouass - Amber Gates
- Brad Gorton - David Matthews
- Caroline Chikezie - Elaine Hardy
- Susie Amy - Chardonnay Lane / Pascoe
- Nathan Constance - Ian Walmsley
- Zoe Lucker - Tanya Turner / Laslett
- Gary Lucy - Kyle Pascoe
- Tom Wu - Ken
- Jess Philogene - Paul Duncan
- Ruth Millar - Sheena Hamilton
- Alison Newman - Hazel Bailey
- Seeta Indrani - Dr Patel
- Katherine Monaghan - Donna Walmsley
- Lee-Anne Baker - Lara Bateman
- Jamie Davis - Harley Lawson
- Ben Price - Conrad Gates
- Chad Shepherd - Ron Bateman
- Peter Ash - Darius Fry
- Philip Bretherton - Stefan Hauser
- Jesse Birdsall - Roger Webb
- Sam Graham - Archie Malloch
- Sarah Barrand - Shannon Donnelly / Lawson
- Marcel McCalla - Noah Alexander
- Simon Molloy - Bob Lyons
- Gillian Taylforth - Jackie Pascoe / Webb
- Helen Latham - Lucy Milligan
- Richard Burke - Jude
- Cristian Solimeno - Jason Turner
- Billie Wackrill - Holly Walmsley
- Micaiah Dring - Marie Minshull
- Nicholas Lopez - Tel Harper
- Daniel Schutzmann - Salvatore Biagi
- John Forgeham - Frank Laslett
- Neal Barry - Dave Ewing
- Julie Legrand - Janette Dunkley